# Iron Lake (Neuseeland)

Iron Lake, Kahurangi National Park

Der Iron Lake ist ein Gebirgssee im Tasman District auf der Südinsel von Neuseeland.

## Geographie
Der Iron Lake befindet sich zwischen der Lockett Range und dem Diamond Lake Stream im Norden und der Peel Range im Westen und Süden, mit dem Cobb River und dem Cobb Reservoir dazwischen. Der See liegt in der Nachbarschaft des Lake Sylvester und des Little Sylvester Lake, die beide rund 525 m östlich und 650 m südöstlich entfernt liegen. Auf einer Höhe von 1450 m erstreckt sich der 6,2 Hektar große See über eine Länge von rund 385 m in Südwest-Nordost-Richtung und misst an seiner breitesten Stelle rund 210 m sowie rund 210 m in Nordwest-Südost-Richtung. Der Umfang des Sees kommt auf knapp über 1 km.
Gespeist wird der See, der im Winder komplett zufriert, durch einige wenige Gebirgsbäche und im Frühling durch das Schmelzwasser der schneebedeckten Berge. Die Entwässerung des Iron Lake findet an seinem nordöstlichen Ende über einen kleinen Bach in Richtung des Diamond Lake Stream statt, der später in den Cobb River mündet.